# Mandeville (Eure)
Mandeville ist eine französische Gemeinde mit 343 Einwohnern (Stand 1. Januar 2022) im Département Eure in der Region Normandie (vor 2016 Haute-Normandie). Die Gemeinde gehört zum Arrondissement Bernay und zum Kanton Le Neubourg. Die Einwohner werden Mandevillais genannt.

## Geografie
Mandeville liegt in Nordfrankreich etwa 35 Kilometer südsüdwestlich von Rouen. Umgeben wird Mandeville von den Nachbargemeinden La Harengère im Norden und Nordwesten, Saint-Didier-des-Bois im Nordosten, Vraiville im Osten, Daubeuf-la-Campagne im Süden und Südosten sowie Criquebeuf-la-Campagne im Süden und Westen.

## Bevölkerungsentwicklung
| Jahr                       | 1962 | 1968 | 1975 | 1982 | 1990 | 1999 | 2006 | 2018 |
| -------------------------- | ---- | ---- | ---- | ---- | ---- | ---- | ---- | ---- |
| Einwohner                  | 111  | 94   | 112  | 245  | 258  | 235  | 288  | 316  |
| Quellen: Cassini und INSEE |      |      |      |      |      |      |      |      |

## Sehenswürdigkeiten

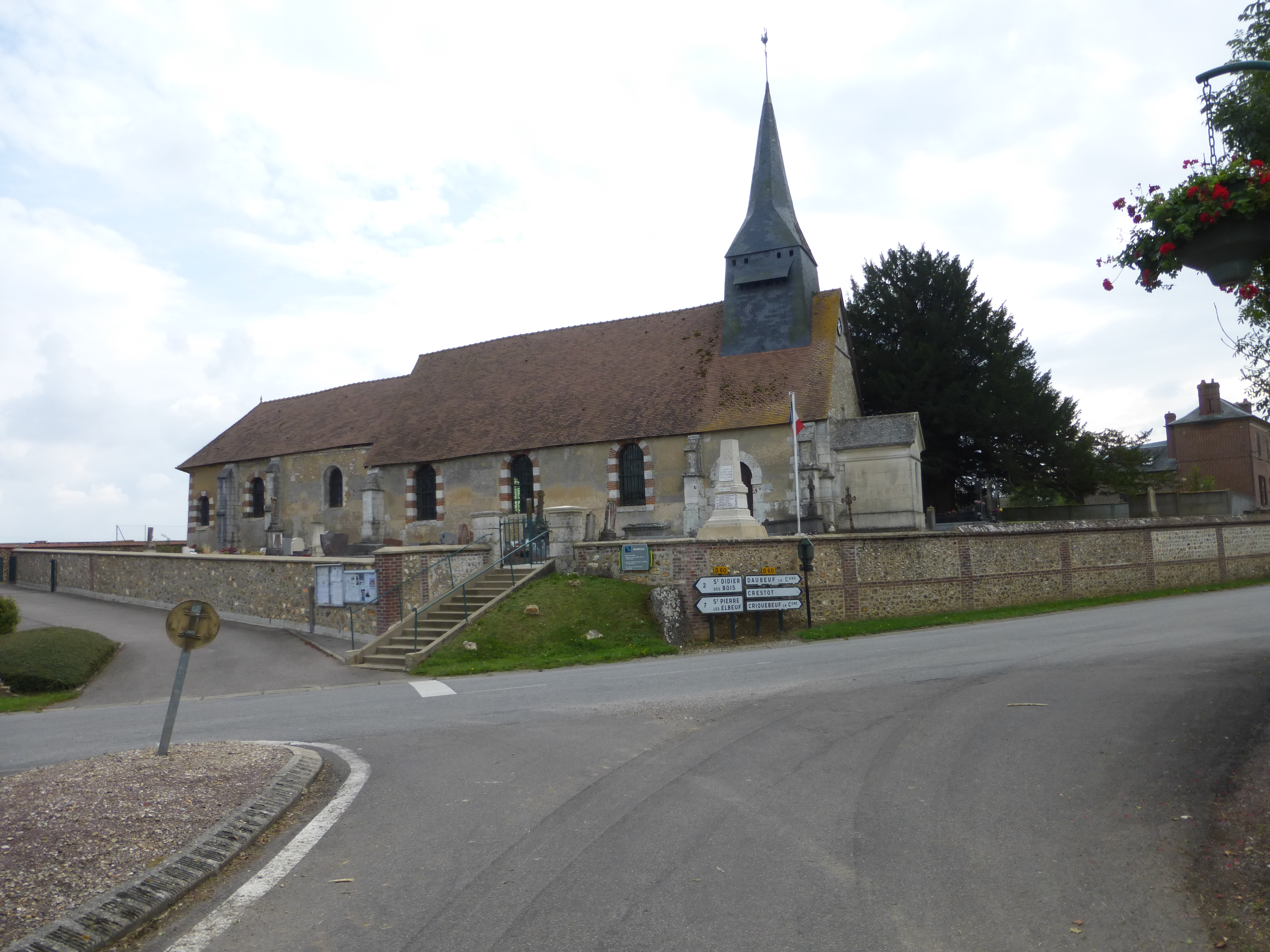
Kirche Notre-Dame

- Kirche Notre-Dame